# أولاد سالم (أولاد سعيد)
أولاد سالم هي إحدى مشيخات المملكة المغربية، تتبع جغرافيا لإقليم سطات وإداريًا لأولاد سعيد. يقدر عدد سكانها بـ 18820 نسمة حسب الإحصاء الرسمي للسكان والسكنى لسنة 2004.